# Дихателна система
Дихателна система (на латински: Apparatus respiratorius или systema respiratorium ) е биофизиологична система, съставена от специализирани дихателни органи и образувания използвани от организмите в процеса на дишане. Чрез нея се реализира обменът на кислород и въглероден диоксид между организма и околната среда.
При въздушнодишащите гръбначни, като човека, дишането се осъществява в дихателни органи, наричани бели дробове. Постъпването на въздух в белите дробове, за да се снабдява тялото с кислород, се нарича вдишване, а изхвърлянето му оттам, за да се отдели въглероден диоксид, е издишване. При хората и другите бозайници анатомията на дихателната система включва трахея, бронхи, бронхиоли, бели дробове и диафрагма. Молекулите на кислорода и въглеродния диоксид се обменят пасивно, чрез дифузия, между газообразната околна среда и кръвта. Този процес се извършва в алвеолите на белите дробове.
При рибите и много безгръбначни дишането протича в хрилете. Други животни, като насекомите, имат дихателни системи с много проста структура, а при земноводните дори кожата играе съществена роля в газообмена. Растенията също имат дихателна система, но посоката на газообмена може да бъде обратна на тази при животните. Дихателната система на растенията включва и анатомични структури, като отвори от долната страна на листата, наричани устица.
В хода на еволюцията органите на дихателната система, освен основната си функция, придобиват и нови, като например участват в терморегулацията, имунната защита на организма или са развили анатомични особености, позволяващи на животните да издават звук, като по този начин активно да комуникират помежду си. Видоизменени бронхи при птиците образуват въздушни мехури, които олекотяват тялото и оказват благоприятно въздействие при полет.

## Устройство на дихателната система при човека

### Структура
Дихателният апарат включва горни и долни дихателни пътища. Горните дихателни пътища или горен респираторен апарат включва носа, дихателни пътища на носа, синуси, ларинкс, фаринкс и гласови струни. Долните дихателни пътища са ларинкса под гласните струни, трахеа и бронхи; бели дробове, включително респираторни бронхиоли и алвеоли.

## Физиология и функция на дишането
В алвеоларната система на белите дробове, молекулите кислород и въглероден диоксид пасивно се обменят (обмен на газове), чрез дифузия между околната среда и кръвните клетки. При вдишване организмът приема кислород, а при издишване се отделя въглероден диоксид. Въздухът навлиза през носа или устата и преминава през трахеята до белите дробове. Въздухът лесно преминава през стената на алвеолите към кръвоносните капиляри, а от кръвния поток до всяка част от тялото. Въглеродният диоксид преминава по обратния път през алвеолите към белите дробове и чрез издишването се изхвърля навън. Газообменната функция се осъществява в резултат на тясното взаимодействие между органите на дихателната и кръвоносната система.
При вдишване белите дробове се разширяват, а при издишване се свиват. Това е възможно благодарение на мускулите и на движението на диафрагмата. Дихателната система осъществява и гласообразуването (фонацията), което прави възможно речевото общуване между хората.
Анатомично дихателната система се разделя на респираторна и въздухоносна част. Белите дробове са респираторната и част и са изцяло разположени в гръдната кухина. Кръвта достигаща до алвеолите е венозна и богата на въглероден диоксид, образуван при обменните процеси в организма. Тук той дифундира, а кръвта се обогатява с кислород от алвеолите и се превръща в артериална. Въздухоносната част се намира екстрапулмонарно и е съставена от носа, носната кухина, дихателната част на глътката, ларинкс, трахея и двата главни бронха. Въздухоносният път, освен че служи за преминаване на въздуха, изпълнява и няколко допълнителни функции. В него вдишаният въздух се преценява за годност, преминавайки през обонятелната част на носната кухина. Преди да достигне белите дробове, въздухът се затопля от кръвта, която циркулира в гъстите подлигавични сплитове на носната кухина. Лигавицата на въздухоносния път има и защитно въздействие, като овлажнява и очиства въздуха от прашинки и микроорганизми благодарение на секрета на многобройните слузни жлези и ресничестия епител. Ресниците придвижват напред към носа прашинките, обвити от жлезистата слуз.
Функциите на белите дробове се делят на две групи:
1. Основна респираторна и
2. нереспираторни
Респираторна функция на белите дробове се обуславя от газообменните процеси на възприемане на кислород, които протичат в тях; азообмяната е резултат от процесите вентилация, перфузия и дифузия.
Нереспираторни функции на белите дробове са тяхната защитна функция. 

## При животните

### Безгръбначни животни

#### Нисши безгръбначни
При голяма част от типовете нисши безгръбначни устройството на тялото е много просто и голяма част от метаболитните процеси се извършва с помощта на телесната празнина и повърхността на тялото. При всички липсва специализиран орган за осъществяване на дишането. Процесът е дифузен и се извършва през цялата повърхност на тялото. Обмяната на газовете в организма е тясно свързана с обмяната на веществата и отделянето им от организма. За първи път дихателна система се появява при многочетинестите червеи и е доста примитивна. Представена е от изменен в хриле гръбен цирус, в който навлизат кръвоносни съдове. Въпреки това обаче част от необходимия кислород се набавя от повърхността на тялото.

#### Мекотели
Дихателната система при мекотелите е част от мантията на тялото и при различните класове и подкласове животни в зависимост от начина на живот и местообитанията се е обособява в хриле или бял дроб.
Хрилете при мекотелите са разположени в мантийната празнина и са част от мантийния комплекс. Представляват удължени двойноперести образувания, наречени ктенидии. Това е по-разпространеният орган при представителите на типа. Обикновено хрилете са чифтен орган, съставен от различен брой ктенидии. При някои охлюви и нисши миди има само по един ктенидий, тъй като другите са редуцирани или са слабо развити. При главоногите ктенидиите са 2 или 4, двуперести. Цялата им повърхност е покрита с ресни, които трептят. В резултат на трептенето се предизвиква движение на водата около тях. Във всеки ктенидий влиза по един голям кръвоносен съд, който се разклонява до множество по-малки кръвоносни съдове и капиляри. При висшите представители хрилните нишки са съединени с напречни връзки и образуват двупластна мрежа. При някои миди ктенидиите са атрофирали, а газовият обмен се извършва през стените на мантийната празнина. Строежът на хрилете при мидите се използва като таксономичен критерий за разредите.
Белият дроб е също част от мантията и е орган, осъществяващ дишането при сухоземните мекотели и част от вторично върналите се към водни условия на живот, основно охлюви. Представлява богато кръвоснабдена част от мантията, която се съединява с външната среда посредством самостоятелен отвор.
При водни охлюви предимно от род Patella същинските хриле са закърнели. Те дишат с т.нар. адаптивни хриле, които представляват богато кръвоснабдени израстъци на мантията или други части на тялото.

#### Членестоноги
За първи път при членестоногите се появяват дихателни органи – трахеи. Освен тях като дихателни органи при много представители на типа съществуват и бели дробове и хриле.
Дихателна система при най-дребните ракообразни не е развита. Те дишат, чрез повърхността на тялото или обмяната на газовете се извършва през задното черво, в което периодично се поема и изхвърля вода. При огромна част от ракообразните дихателните органи са хриле, които са тясно свързани с крайниците. Филогенетично те отговарят на хрилете по параподите на многочетинестите червеи. Хрилете представляват пластинковидни или нишковидни израстъци с тънки, богато кръвоснабдени стени. При висшите ракообразни в главогръда се образуват хрилни празнини, в които хрилете са подредени в три редички. Първата е разположена в съответния крайник, а останалите две са изместени назад върху тялото. Втората двойка максили извършва активни движения и осигурява преминаване на вода през хрилните празнини. При незначителна част от ракообразните преминали към сухоземен начин на живот дишането се извършва със система наподобяваща трахейната при насекомите или с примитивни бели дробове сходни с тези на паякообразните. Представляват силно разклонени вдлъбнатини на крайниците, а повърхността им се мие от хемолимфа. Атмосферният въздух навлиза във вдлъбнатините и дифундира в хемолимфата.
При клас паякообразни дихателната система е представена от бял дроб, трахеи или и двете едновременно. Само най-дребните кърлежи дишат през повърхността на тялото. Счита се, че белите дробове са филогенетично по-стари дихателни органи, а трахеите възникват на по-късен етап от еволюцията като осигуряват по-добра адаптация и способност за сухоземен начин на живот. Белите дробове представляват малки чифтни ектодермални празнини, които обикновено са разположени в долната част на абдомена. Отвън се отварят с тънки цепки, а навътре представляват голям брой листовидни пластинки, в които се движи хемолимфа. Само бели дробове притежават скорпионите и някои нисши паяци. Трахеите са с ектодермален произход. Представляват сложно разклонени тръбици в тялото на животните. Отворите са чифтни, разположени в коремните сегменти, а най-малките трахеоли завършват сляпо, като достигат до всички органи и тъкани. Само трахеи притежават сенокосците, псевдоскорпионите, солпугите и някои видове кърлежи. Бели дробове и трахеи едновременно имат огромна част от паяците.
С изключение на най-нисшите и най-дребните насекоми, които дишат чрез дифузия, при всички насекоми дихателната система е от трахеен тип. Външните отвори на трахеите се наричат стигми и са разположени отстрани на членчетата на средногръда, задногръда и коремните членчета. Броят на стигмите при различните насекоми варира, като може да достигне до 10 чифта. Снабдени са със специален затварящ апарат. Следва къс входен трахеен канал, съединен с два или повече надлъжни трахейни канали, които многократно се разклоняват, като достигат до всички органи и системи. Последните, най-тънки разклонения, се наричат трахеоли и достигат до отделните клетки. По този начин трахейната дихателна система при насекомите е аналогична на кръвоносната система при гръбначните животни. При насекомите, които живеят във водна среда или са добре летящи, съществуват и въздушни торбички. Те са видоизменени силно разширени трахеи, които улесняват вентилацията. Живеещите във водата насекоми дишат с трахейни хриле. Тези органи представляват листовидни гънки на коремчето, които се разрастват на мястото на дихалцата. В тях навлизат стволовете на трахеите, които завършват сляпо. Такава трахейна система е от затворен тип.

#### Други висши безгръбначни
Представителите на тип Онихофори притежават трахейна дихателна система, като по този признак наподобяват на насекомите. Част от бодлокожите дишат с органи, наречени кожни хриле. При морските звезди кожните хриле са в горната част на тялото и представляват къси израстъци, в които навлиза и телесната празнина. При морските таралежи кожните хриле са разположени в долната част на тялото, около устния отвор. При неяснохордовите дихателната система е съставена от хрилни цепнатини, водещи към хрилни торбички. Стените им са покрити с ресничест епител, а под него има богата капилярна мрежа.

### Гръбначни животни

#### Риби
Рибите са парафилетична група от няколко сходни по устройство, местообитание и начин на живот класа гръбначни животни, които са претърпели милиони години еволюция и днес родствените връзки между тях са твърде големи. Въпреки това обаче дихателната система при всички е изградена от хриле, които са в различна степен на развитие и усъвършенстване.
При едни от най-нисшите гръбначни като кръглоустните, дихателната система е представена от вътрешни хриле, които имат формата на сферични пластинки. Хрилните торбички са снабдени богато с капиляри. Водата навлиза през устата към дихателната тръба. От там преминава в хрилните торбички и излиза през отворите. При хрущялните риби хрилете са чифтни съставени от 5 до 7 хрущялни пластини. При тях има развит отвор, наречен спиракулум, през който водата навлиза към дихателна тръба и хрилете. Отворът е добре развит и е разположен отгоре при дънните хрущялни риби, които, ако поемаха вода, биха засмукали и пясък. При костните риби хрилете са разположени в различен брой хрилни пластинки, отварят се в обща хрилна празнина, а отвън са покрити с хрилно капаче. Чрез глътъчни движения рибата поема вода и я изтласква назад към хрилете. Хрилете се състоят от филаменти, които представляват нишки, обвити с епител и пронизани с капиляри. От вътрешната страна на хрилете се намират хрилни тичинки.
Част от дишането се извършва през кожата на рибите, а при електрическата змиорка например това става в устната кухина. Някои видове от семействата Loricariidae, Callichthyidae и Scoloplacidae абсорбират въздух в специализирани участъци от червото. Двойнодишащите и многоперкоподобните имат чифт бели дробове, подобни на тези при четирикраките, и могат да излизат на повърхността и да гълтат чист въздух през устата си, изхвърляйки използвания въздух през хрилете. Плавателният мехур на Lepisosteidae и Amiidae може да действа по същия начин. При лабиринтовите риби такъв е лабиринтовия орган, разположен над хрилете. Дишащите въздух риби могат да бъдат разделени на две групи – задължително и незадължително дишащи въздух. Задължително дишащите въздух, като Protopterus, трябва периодично да приемат въздух, за да не се задушат. Незадължително дишащите въздух, като Hypostomus plecostomus, дишат въздух при възможност, но могат да разчитат и на хрилете си. Повечето дишащи въздух риби са незадължително дишащи, което им дава възможност да не излизат често на повърхността, изразходвайки енергия и излагайки се на риск от нападение на живеещи извън водата хищници.

#### Земноводни
При земноводните дихателната система е съставена от хриле и бял дроб, но в значителна степен (до 30% от набавения кислород) е застъпено и кожното дишане. Белият дроб е двуделен – ляв и десен, и съставен от торбички с алвеоли и капиляри. Поради липсата на гръден кош и дори ребра при някои вдишването става посредством гълтане на въздуха през устата. Издишването става благодарение на еластичността на белия дроб. Кожата е богато кръвоснабдена с крайни разклонения на кожната артерия. Ларвите и възрастните, които живеят във водата дишат с хриле и кожата. Отначало се развиват и използват външни ектодермални, а по-късно вътрешни ендодермални хриле, които при метаморфозата изчезват. При част от земноводните при онтогенетичното развитие хрилете не изчезват, а остават на различен етап на развитие. Такъв е например протея при който дишането през целия живот се осъществява с външни хриле, разположени зад главата.

#### Влечуги
Влечугите дишат с помощта на бял дроб като движенията на органа се осъществяват от налягането, осъществено върху него от междуребрената и коремната мускулатура. При крокодилите се е развила диафрагма, която допълнително помага при дишането. При костенурките дишането е ограничено от черупката. Установено е, че белият дроб е обвит от тънък мускул, който при съкращаването си помага при дишането, въздух се нагнетява и с долната стена на устната кухина. В задната част на устната кухина е разположен отворът на ларинкса – глотис. В стените му има пръстеновиден и покривен хрущял. След ларинкса следва трахея, която в долната си част се разделя на бронхи за левия и десния дял на белия дроб. Дихателната тръба и бронхите се появяват за първи път при влечугите. Подобно на земноводните белите дробове имат торбовидна структура. Въпреки това обаче вътрешният им строеж е изключително сложен. Вътрешните стени на алвеолите са нагънати и прилепени една до друга и това увеличава значително дихателната повърхност. Често пъти белият дроб има различни израстъци или мехури. Те осигуряват въздух за съскането или за дишането нужен при поглъщането на едра плячка от змиите. С изключение на мекочерупчестите костенурки и морските змии, кожно дишане при влечугите липсва.

#### Птици
Дихателната система на птиците е добре развита и много по-ефикасна от тази на бозайниците. Използва се така наречената система на кръстосаните потоци. Вместо един птиците имат два ларинкса и въздушни торби. Белите дробове са сравнително малки и нееластични. Свързани са с въздушни торбички, разположени из тялото между различни органи, които служат за вентилиране на самите бели дробове. От друга страна въздушните торбички са свързани със скелета. В устройството и функцията на тези органи има значителни видови и индивидуални особености. Около ноздрите има вроговен пръстен и венец от малки перца. Носната кухина е сравнително тясна и къса с приблизително триъгълна форма. Разделена е на две посредством носна преграда. Всяка започва със собствен отвор в основата на човката. Назад с общ отвор (хоана) се свързват с устоглътката. Всяка от носните празнини има по две конхи – горна и долна. Повърхността на празнината е покрита с влажна лигавица. Тя затопля навлизащия въздух. В носната кухина се излива секретът на три чифта големи жлези – носни, орбитални и слузни. Следва ларинкс, който при птиците бива преден и заден. Предният ларинкс отговаря на този при бозайниците и представлява хоризонтално разположена лигавична цепка зад корена на езика. При гълтане се затваря, а при дишане се отваря. Задният ларинкс (нарича се още сиринкс) има изключително звукова функция и представлява гласовият орган при птиците. Той е практически част от трахеята и се намира в нейния край на границата с бронхите. Трахеята е разположена между двата ларинкса и е изградена от напълно затворени хрущялни пръстени. При възрастните индивиди хрущялните пръстени вкостяват. Броят им е различен и се движи от 100 до 400 при жерава. Белият дроб е разположен в предната горна четвъртина на общата телесна празнина. Съставен е от два дяла, които са срастнали с гръдните стени и диафрагмата. Липсва плеврална обвивка. Характерно за птиците е наличието на въздушни торби, които представляват тънкостенни, изпълнени с въздух торби. Те представляват разширения на главните и вторичните бронхи и се видоизменят още в периода на инкубация. Разположени са в телесната празнина, като изпълват пространството между вътрешните органи. Различават се пет основни въздушни торби: междуключична, шийни, краниални гръдни, каудални гръдни и коремни. Въздушните торби подпомагат газообмена при летене и поддържането на постоянна телесна температура.

#### Бозайници
При хората и бозайниците дихателната система се състои от дихателни пътища, бели дробове и мускулите, участващи в процесите вдишване и издишване. Кожата заема едва 1% от обмяната на газовете. Дихателната система започва с ноздрите, които водят в носната кухина. Тя е разделена на преддверие, дихателен и обонятелен отдел. В резултат на влажната лигавица и характера на епителната повърхност в преддверието се задържат най-едрите частици прах от проникващия въздух. Дихателният отдел е постлан от ресничест епител, който спомага за допълнителното очистване на постъпващия въздух. В носната кухина въздухът се затопля, овлажнява и обеззаразява от множеството кръвоносни съдове и отделящите се бактерицидни вещества. Следва гръклян, който при бозайниците е сложно устроен. Съставен е от няколко хрущялни дъги, а в предната или долната му част се намира щитовиден хрущял. В началото му се намира друг хрущял, наречен епиглотис (гръклянно капаче), който затваря ларинкса при поглъщане на храна. Между хрущялите на ларинкса са опънати две гласни струни. Те участват в издаването на звуци в нискочестотния диапазон. След гръкляна следва трахеята. Тя е изградена от хрущялни пръстени или полупръстени, между които е разположена фиброзна и гладка мускулна тъкан. Трахеята се разделя дихотомно на два бронха, а те – на по-малки бронхи и бронхиоли, които формират бронхиалното дърво. Крайните бронхиоли се отварят в алвеоли, с които заедно образуват гроздовидни образувания, наречени ацинуси или ацини (на латински: acini). В стените на алвеолите се намира богата капилярна мрежа. Броят на алвеолите при различните видове варира от 6 до 500 млн. Площта на активната дихателна повърхност е от 50 до 100 пъти по-голяма от повърхността на тялото. При човека площта ѝ е 30 – 100 m². Всеки бял дроб е обвит със серозна съединителна тъкан, наречена плевра.

## Растения
Растенията са организми, които с процеса на фотосинтеза изграждат нужните за организма белтъци в резултат на фиксацията на въглероден оксид, вода, микроелементи и енергията на слънчевата светлина. В резултат на това от реакцията в организма се отделя кислород. През нощта, когато липсва слънчева светлина, фотосинтезата се заменя от дишането. Макар и по-слабо застъпено при растенията, дишането е аналогичен процес на този при животните. В резултат на протичането на тези два процеса в организма на растенията се извършва обмяна на газове между растението и атмосферния въздух. Тя се дължи основно на процеса дифузия. Повечето растения са покрити отвън с восъковиден налеп, който пречи на изпарението на водата от растението и го предпазва от изсъхване. Ето защо са нужни и специални органели, които да пропускат газовете, нужни и отделени при двата процеса. Обикновено това са устицата, които се намират от долната повърхност на листата. Те са съставени от две бобовидни клетки, разположени една срещу друга, които периодично се разделят и така осигуряват газообмена на растението.

## Ембрионално развитие на дихателната система при сухоземните гръбначни
Филогенетично заложбата на долната част на дихателната система при сухоземните гръбначни започва от плавателния мехур при костните риби. Носната кухина се обособява от горната част на устната в черепа, която окончателно се затваря от костно небце при влечугите.
В ембрионалното развитие залагането на носната кухина започва заедно с устната като две обонятелни трапчинки. С растежа се наблюдава свързване на двете кухини, които на по-късен етап се разделят от небцето. Така се оформя окончателно и носната кухина, чиято вътрешна повърхност е покрита с ектодермални клетки и мезенхим под тях. Началната предна част на заложбата се оформя в носно преддверие. Тук ектодермата се развива в многослоен плосък епител. Средната и задната част дават дихателната област. Ектодермата се оформя в многореден ресничест епител и проприя със силно развита съдова мрежа. Горната задна част от кухината се превръща в обонятелна област, като в епителната покривка се оформят три вида клетки – основни, опорни и обонятелни. В мезенхима врастват епителни пъпки, които се развиват в дълбочина, разклоняват се и канализират. Това са заложбите на околоносните синуси.
В хода на еволюцията белите дробове при гръбначните се появяват за пръв път при земноводните през девон. В ембрионалното развитие трахеята и белите дробове се появяват в първата третина на бременността като част от предния край на първичното черво. В областта на четвъртата хрилна торбичка се образува вентрално издуване на първичното черво, наречено белодробна бразда. Така образуваната белодробна заложба се състои от ендодермални клетки от първичното черво и мезенхим, получен от висцералната мезодерма. Тръбовидната заложба първоначално се разклонява на два клона, а по-късно дават множество дървовидни разклонения. Началната част от заложбата се превръща в гръклян, самата тръбичка се развива в трахея, а разклоненията в главни, големи и средни бронхи. Най-накрая, едва след като бронхиалното дърво напълно се оформи, започват да се формират и белодробните алвеоли. Това става през втората третина от ембрионалното развитие. При птиците се появяват и разрастват заложбите на въздушните торби. Епителната повърхност от трахеята до алвеолите се развива от ектодермата, останалите структурни съставки на органите се развиват от мезенхима. Окончателната структура на белия дроб обаче се получава след раждането, при извършването на първото дихателно движение.